# Hanuj
Il fiume Hanuj o Hanuj gol (in mongolo Хануйн гол) si trova nella Mongolia centrale; scende dai monti Hangaj, nella provincia dell'Arhangaj, entra poi nella provincia di Bulgan, nel distretto di Bajan-Agt, dove sfocia nel fiume Sėlėngė (alle coordinate: 49.345704°N 102.359619°E). Ha una lunghezza di 421 km.